# Bernadette Collins
Bernadette Collins es una ingeniera de estrategia norirlandesa, quien recientemente trabajó para el equipo Aston Martin en Fórmula 1. Comenzó su carrera como aprendiz en McLaren después de graduarse en la Universidad de la Reina de Belfast en 2009. Tres años más tarde, Collins se convirtió en ingeniera de rendimiento y se convirtió en su líder en ese puesto a tiempo completo en 2014, trabajando para el campeón de la temporada 2009 Jenson Button. Se unió a Force India en 2015 y ayudó al equipo a terminar cuarto en el Campeonato de Constructores del año siguiente.
Collins fue embajadora de la campaña Make it in Great Britain del gobierno del Reino Unido en 2012 y apareció en la lista Forbes 2016 de 30 Under 30. Actualmente es presentadora de Sky Sports F1.

## Biografía

### Primeros años
Collins nació alrededor de 1985-1986. Ella es del pueblo de Maguiresbridge en el condado de Fermanagh, Irlanda del Norte. Su padre trabaja en un garaje pero no como mecánico. Se describió a sí misma como una «tom-boy» parcial porque construía y desmantelaba maquinaria de granja con su padre. Aunque no tenía la intención de trabajar en el automovilismo, Collins estaba indecisa sobre su futura carrera durante un período de cinco años en la escuela de gramática Mount Lourdes. Eventualmente, decidió inscribirse en un curso de ingeniería mecánica en la Universidad de la Reina Belfast debido a su gusto por las matemáticas y la física. Collins fue una de las tres alumnas en una clase de 30. Su interés por el automovilismo surgió en sus últimos dos años en la universidad cuando formaba parte del programa anual Fórmula Student organizado por la Institución de Ingenieros Mecánicos, donde las universidades diseñan, prueban, construyen y conducen autos de carreras estilo fórmula a pequeña escala.

### Carrera
Después de completar el programa Fórmula Student, pero antes de graduarse en 2009, Collins solicitó un programa de posgrado en prácticas con el equipo McLaren después de verlo anunciado a través del departamento de Ingeniería Mecánica de la Universidad de Queen. Inicialmente se mostró escéptica sobre la obtención de la pasantía, pero aprovechó la oportunidad para visitar el Centro de Tecnología McLaren. Luego, después de completar una serie de evaluaciones y pruebas en línea, Collins aseguró un lugar en el programa en 2009. Su puesto implicaba la rotación de sus departamentos cada tres meses para adquirir conocimientos sobre cada función y los requisitos entre equipos. Durante su año de graduación, Collins se transfirió al departamento de diseño de McLaren y trabajó principalmente en las transmsiones de sus vehículos. También se ofreció como ingeniera voluntaria en los fines de semana de carrera de la GP3 Series para ampliar su experiencia.
Luego, Collins recibió una oferta para trabajar a tiempo parcial para el equipo de carreras de autos deportivos McLaren GT y se comprometió a apoyar la operación de su fábrica para administrar sus emisiones de gases con efecto invernadero, algo en lo que deseaba trabajar. En 2012, fue ascendida al puesto de ingeniera de rendimiento. En junio, Collins fue incluida en la lista de los 30 menores de 30 de Gran Bretaña del gobierno del Reino Unido y, en consecuencia, se convirtió en embajadora de la campaña. Trabajó como ingeniera de carreras para el equipo United Autosports GT en 2013. Cuando el principal ingeniero de rendimiento de McLaren estuvo ausente por licencia de paternidad a fines de 2013, a Collins se le asignó temporalmente el puesto para los Grandes Premios de la India y Abu Dabi y luego se le asignó el trabajo a tiempo completo para la temporada 2014. Trabajó con el campeón 2009, Jenson Button, y los dos tenían una buena relación laboral.
En mayo de 2015, Collins dejó McLaren para unirse a Force India como ingeniera senior de estrategia y rendimiento para Nico Hülkenberg como parte de su objetivo de convertirse en ingeniera de operaciones. Esa temporada, ayudó al equipo a lograr un podio con Sergio Pérez en el Gran Premio de Rusia de 2015 y luego llevó al equipo al cuarto lugar en el Campeonato de Constructores en 2016. Ese año, Forbes incluyó a Collins en su lista 30 Under 30 para la industria y la fabricación en Europa.
En 2023, Collins se unió Sky Sports para la cobertura de F1.